# Amateur Photographer
Amateur Photographer – brytyjski tygodnik o tematyce fotograficznej. Wydawany w Londynie od 10 października 1884, jest najstarszym nadal ukazującym się czasopismem fotograficznym na świecie.
Do grona stałych współpracowników czasopisma zaliczał się Alfred Stieglitz, który w lutym 1887 opublikował w nim swój debiutancki artykuł (o amatorskiej fotografii w Nieczech), a w listopadzie tego samego roku zdobył pierwszą nagrodę w zorganizowanym przez redakcję konkursie fotograficznym „Photographic Holiday Work Competition”.

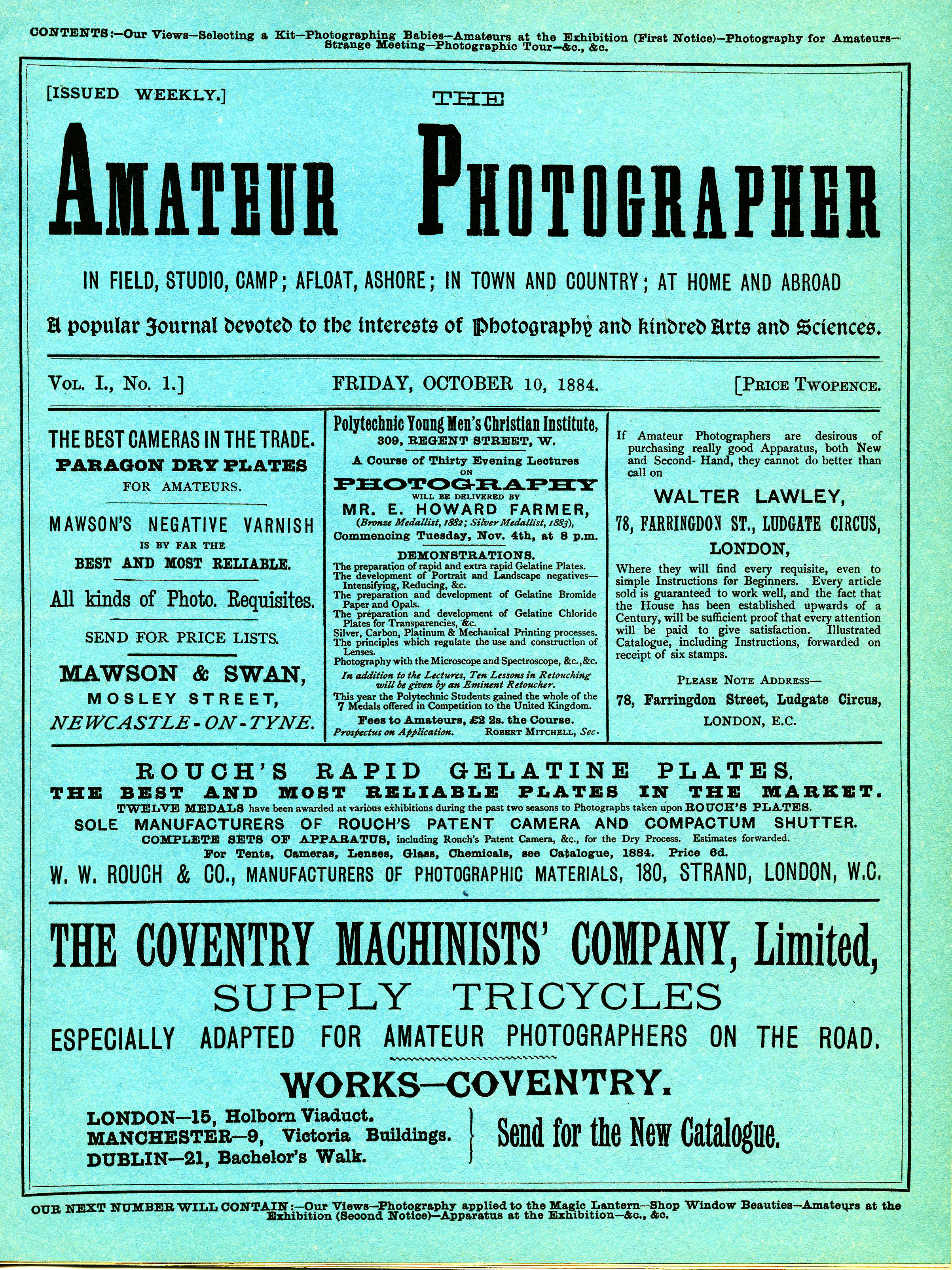
Pierwsza strona pierwszego numeru z 1884 r.
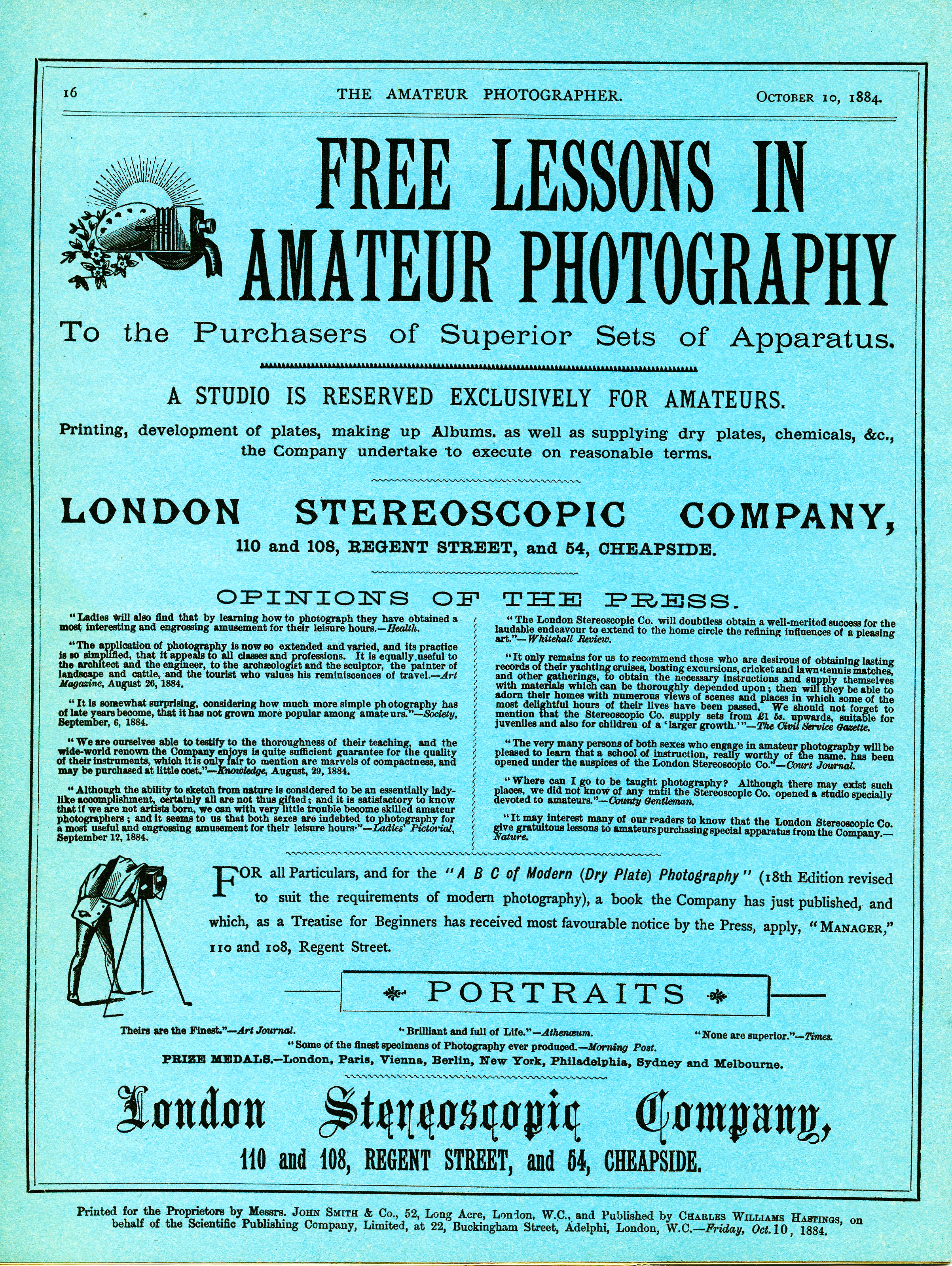
Ostatnia strona pierwszego numeru.
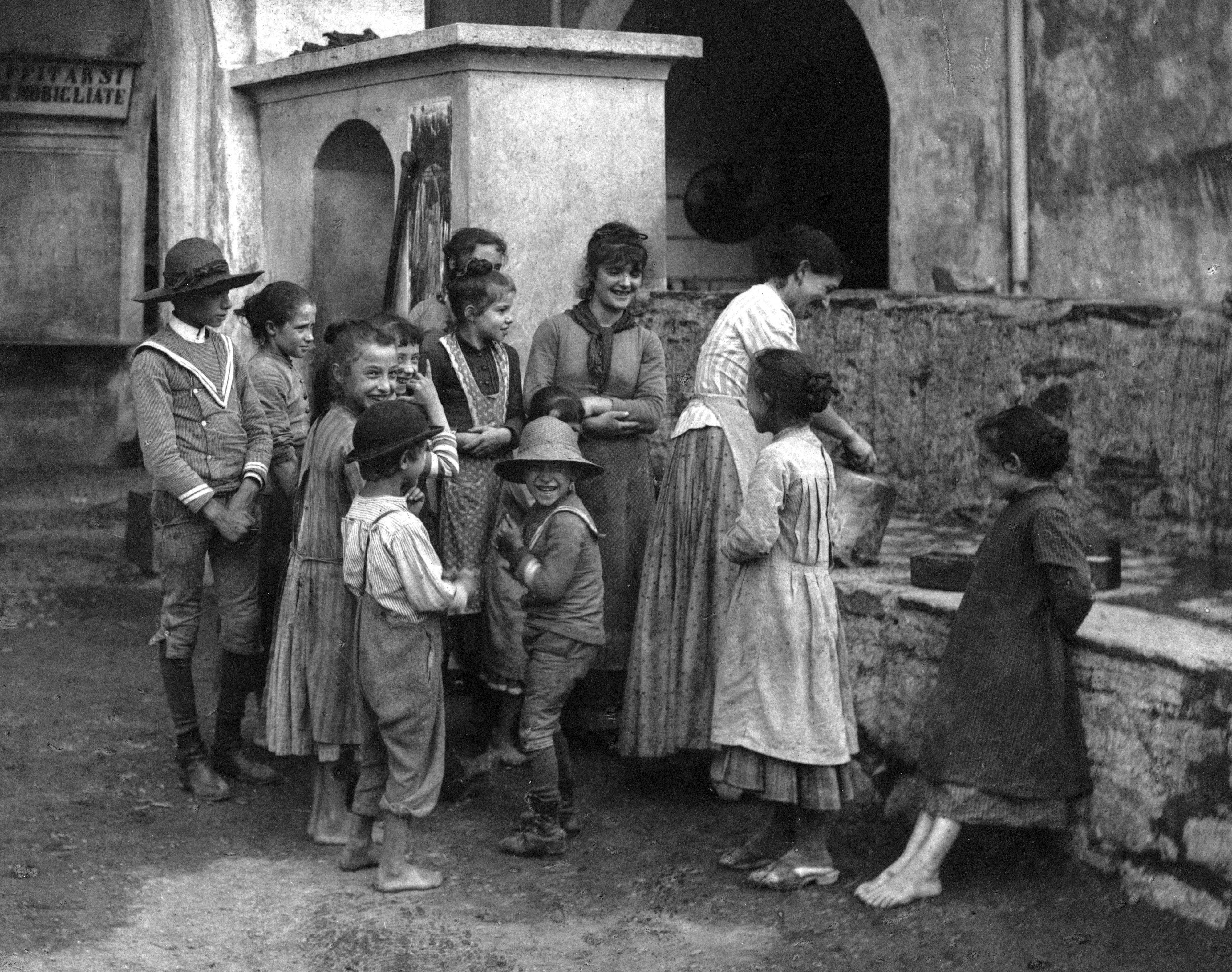
Zwycięska fotografia Alfreda Stieglitza z 1887 r.